# Даути, Роджер
Ро́джер Да́ути (англ. Roger Doughty; октябрь 1868 — 19 декабря 1914) — валлийский футболист, крайний левый нападающий.

## Биография
Родился в Стаффордшире в семье ирландца и валлийки. Работал шахтёром в угольных шахтах Уэльса. Параллельно с этим играл за клуб «Друидс», за который выступал вместе со своим братом, Джеком. В 1885 и 1886 годах братья Даути выигрывали со своим клубом Кубок Уэльса.
В 1886 году переехал из Уэльса в Манчестер, где устроился на работу на железную дорогу Ланкашира и Йоркшира, после чего начал выступать за местную команду «Ньютон Хит». В 1888 году получил вызов в сборную Уэльса, а 3 марта 1888 года забил 2 гола в ворота сборной Ирландии в матче, который завершился со счётом 11:0 в пользу валлийцев (в этом же матче его брат Джек забил 4 гола). Всего провёл за сборную 2 матча.
За «Ньютон Хит» Роджер выступал до 1892 года, после чего покинул команду, но вновь вернулся в неё в сезоне 1896/97. Провёл за клуб 8 официальных матчей и забил 1 гол.
Умер в Манчестере в 19 декабря 1914 года.